# Antonino Lamberti
Antonino Lamberti nacido como Antonio Lamberti (Montevideo, Estado Oriental del Uruguay, 10 de marzo de 1845 - San Miguel de Tucumán, República Argentina, 23 de septiembre de 1926) fue un reconocido poeta modernista que se destacaba por tener un estilo muy romántico. Además fue un inventor, periodista, empresario y funcionario público argentino, y aunque fuera ítalo-uruguayo de nacimiento, había pasado a viajar en su niñez con su familia y la de Giuseppe Garibaldi por el mundo occidental, y al retornar con los suyos al Cono Sur pasó a residir en la provincia argentina de Entre Ríos y luego a la ciudad de Buenos Aires, en donde se transformó siendo adolescente en un soldado de las guerras civiles argentinas.

 Era hermano del empresario hotelero bahiense José Lamberti, y a su vez, eran hijos del capitán de navío Juan Lamberti que fuera un legionario italiano radicado en la Nación Argentina.

## Biografía

### Origen familiar y primeros años
Antonio Lamberti o bien "Antonino" había nacido el 10 de marzo de 1845 en la ciudad de Montevideo, capital de nuevo Estado Oriental del Uruguay, siendo hijo de ítalo-genoveses. Su padre era el capitán de navío Juan Bautista Lamberti y su madre, Catalina Cerruti (Chiavari, Reino de Cerdeña, ca. 1824 - provincia de Entre Ríos, ca. 1858), que era una hermosa mujer, y quienes se unieran en matrimonio en la misma ciudad hacia 1844.

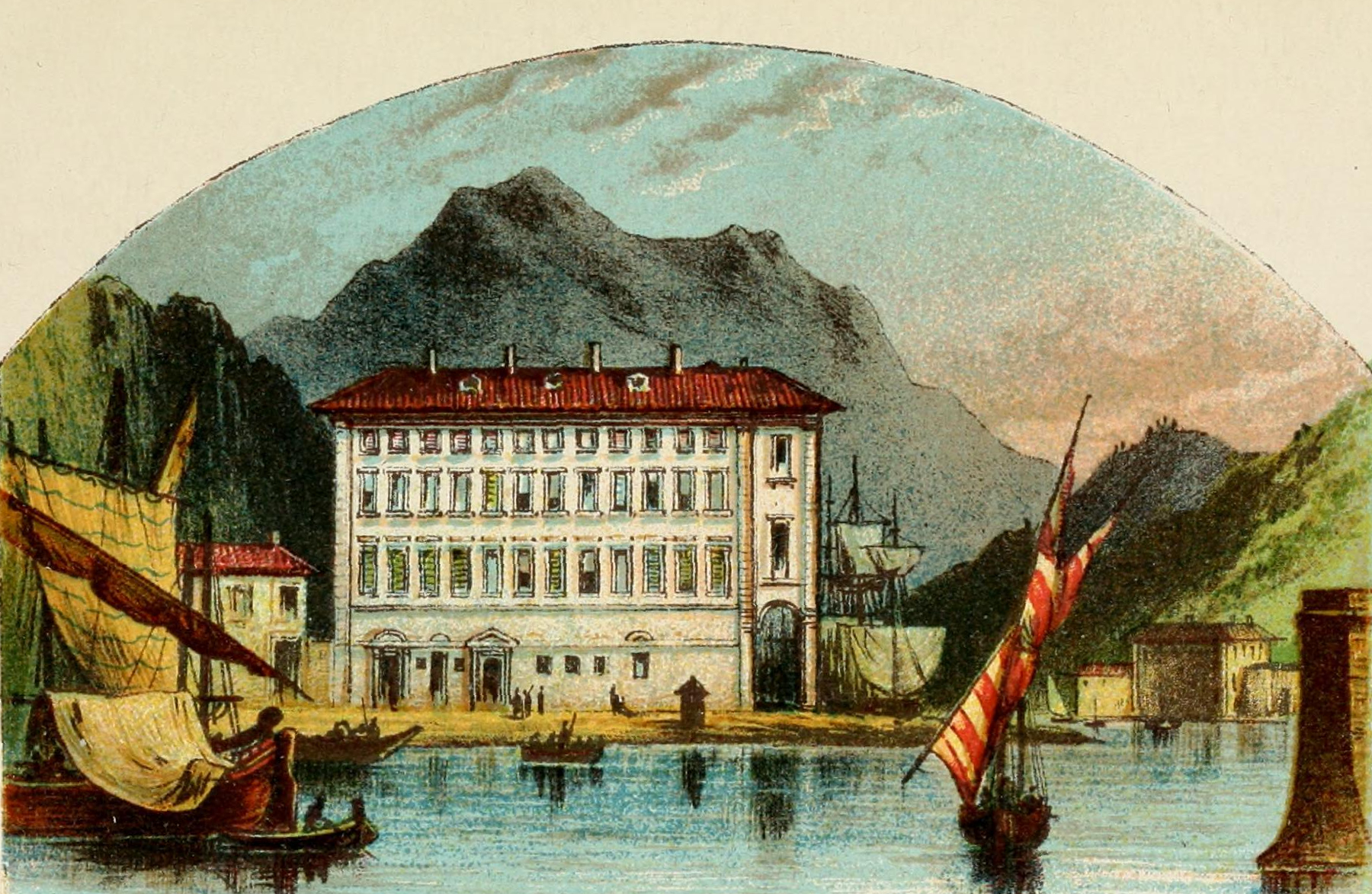
La casa de la familia Garibaldi en Niza del entonces Reino de Cerdeña, en donde residieron en 1848 Antonino Lamberti y su hermano Pepín siendo niños.

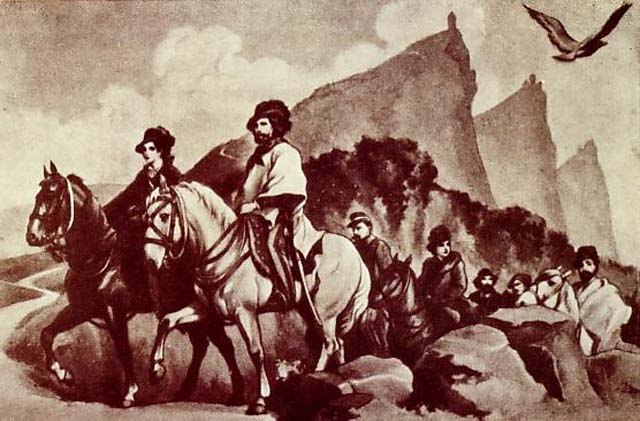
Giuseppe Garibaldi con su esposa Anita y los padres de Antonino por detrás —Juan Lamberti y Catalina Cerruti— además de miles de sus hombres en la huida a San Marino en 1849.

En su niñez, junto a su pequeño hermano José Lamberti, sus padres los llevaron consigo a Europa, en donde vivieron en  Niza en 1848, en la casa que tenía la madre de Giuseppe Garibaldi quien con su esposa Ana María de Jesús Ribeiro habían dejado también a los suyos, para ponerse a las órdenes del ejército del rey sardo e interviniendo en la Primera Guerra de la Independencia Italiana contra el emperador austríaco, que ocupaba desde 1815 el Reino Lombardo-Veneto.
Una vez restaurado los Estados Pontificios, luego de desintegrarse la efímera República Romana, sus padres y Garibaldi procedieron a su huida a San Marino el 5 de agosto de 1849, por lo cual pasaron por Niza a buscarlo, al igual que a su pequeño hermano, pero dejaron a los de Garibaldi, por haber enviudado este de Anita, para emprender un viaje por el mar Mediterráneo. Desde el 30 de julio de 1850 pasaron a residir en la ciudad estadounidense de Nueva York y al regresar al Cono Sur se instaló con su familia en la Confederación Argentina.
Aunque Antonino fuera un ítalo-uruguayo de nacimiento, fue criado como entrerriano desde 1852 en la ciudad de Gualeguaychú. En 1857 nació su hermana María Lamberti y hacia 1858 falleció su madre, por lo cual con sus familiares pasaron a Buenos Aires en 1859.

### Participación como soldado en las guerras civiles argentinas

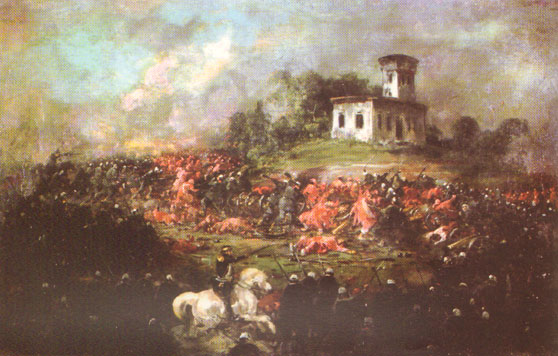
La Batalla de Pavón, destacando en caballo blanco al general Bartolomé Mitre (óleo de Ignacio Manzoni, del año 1861, y actualmente en el Museo Mitre).

En su juventud había sido marino en la Armada Argentina, interviniendo en las guerras civiles de la misma, siendo a temprana edad un soldado que como tal, a los catorce años de edad, participó en la batalla de Cepeda del 23 de octubre de 1859 y también en la acción naval de San Nicolás de los Arroyos, el 25 del corriente.
Antonio Lamberti, con la edad de dieciséis años y bajo la vanguardia del brigadier Bartolomé Mitre, que al mismo tiempo era gobernador bonaerense desde el pasado 3 de mayo de 1860, intervino el 17 de septiembre de 1861 junto al entonces teniente primero Dardo Rocha en la batalla de Pavón, acontecida en el sur de la provincia de Santa Fe —entre los actuales pueblos de Rueda y Godoy— y a 1,5 km de la orilla meridional del arroyo homónimo, cerca de la estancia de Domingo Palacios —actual estancia Los Naranjos— ubicada a 40 km al sur de la entonces villa de Rosario.
Dicha victoria trajo como consecuencia el fin de la Confederación Argentina y el inicio de una república federal con la incorporación del Estado de Buenos Aires en calidad de provincia dominante de la nación nuevamente unificada.

### Poeta, periodista y empresario argentino
El poeta Antonio Lamberti le compró a José Estratón Acuña el 18 de enero de 1877, ante el escribano Emilio Sal, un inmueble en la localidad tucumana de Bella Vista, perteneciente entonces al distrito de Famaillá, siendo un terreno de casi 937,5 m² que comprendía 21,65 m de frente por 43,30 m de fondo.
Tenía los ojos celestes, nariz recta y siempre presentaba su rostro bien rasurado, y con esta imagen se convirtió en un empresario hotelero bahiense, ya que compró a T. Dumont en 1881 —junto a su hermano José Lamberti y quien lo administraría— el hotel homónimo que renombraron Londres.
Además, como buen inventor que era, formuló y pasó a comercializar un elixir contra la calvicie pero que posteriormente se comprobaría que curaba en algunos casos por el efecto placebo. El 26 de agosto de 1885 concurrió al entierro en el cementerio de Tolosa de su gran amigo y cuñado que había fallecido de tuberculosis, el poeta Matías Behety, y lo acompañaron diversas personalidades como Leandro N. Alem, Victorino de la Plaza, Manuel Quintana, entre otros.

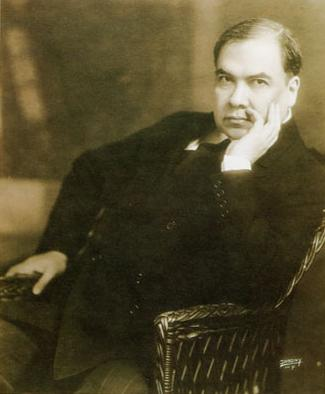
El poeta nicaragüense Rubén Darío.

En 1898, junto a su otro gran amigo que conociera en Buenos Aires, el poeta nicaragüense Rubén Darío, y Pablo Rouquaud viajaron a la gauchesca y también poética Pampa húmeda y la Ventania, alojándose en su hotel bahiense Londres que estaba dirigido por su socio y hermano "Pepín" Lamberti, para luego partir a la estancia del doctor Juan Antonio Argerich que los había invitado.
Rubén Darío le había dedicado dos poemas: "Las páginas blancas" —escrito con Lamberti que también era un poeta modernista, en la casa del olvidado artista Miguelito Ocampo en Buenos Aires, el 10 de septiembre de 1895, a quien se le debe el primer ensayo de zarzuela cómica nacional argentina— y otro que llamó "Antonino Lamberti".
También cooperó en 1896 con aquel en dos composiciones: "Décima improvisada con Lamberti" y "Roma". La ahijada de Antonino era Ana Boni de Cabral y fue a quien el poeta Rubén Darío también le dedicaría una décima titulada: "A la nena de Lamberti".
Lamberti contribuyó en la Revista Nacional de Literatura y Ciencias Sociales fundada por José Enrique Rodó en 1895, junto a otros intelectuales uruguayos, en donde Rodó publicó tres ensayos: "El que vendrá", "La novela nueva" y "La vida nueva" (de 1897). En estos ensayos Rodó se había propuesto analizar los aspectos que contribuían al malestar de su época, ofreciendo una alternativa espiritual con la llegada de un redentor que pudiera establecer una nueva vida basada en el amor, la armonía y la paz.
Además Antonino colaboró en las publicaciones de los periódicos Caras y Caretas, La Nación y El Diario, y en 1899 también en el último número de la revista de artes y letras Instantáneas Argentinas, junto al ya citado Rubén Darío, Leopoldo Lugones, Enrique García Velloso, Manuel María Oliver, Diego Fernández Espiro, entre otros. Era autor de una obra dispersa pero muy valorada en su época reunida póstumamente en un volumen titulado "Poesías".

### Funcionario público y viaje al noroeste argentino

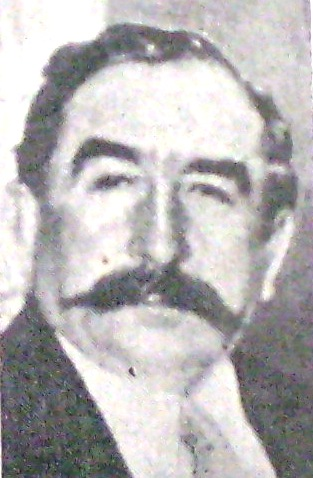
Gobernador bonaerense José Camilo Crotto.

Su último trabajo fue como inspector de la administración pública de la provincia de Buenos Aires, y ocupando dicho puesto a los setenta y tres años de edad, tramitó su jubilación entre mayo y diciembre de 1918, durante el gobierno de José Camilo Crotto quien al enterarse del expediente, lo mandó a llamar para recitarle unas décimas en donde le decía que no había completado el tiempo necesario para ello. A lo cual el poeta Lamberti le replicó sonriente de la siguiente forma:
```
                                                    
```

                                                      Señor Gobernador:
                                                            ''"Si supiese usted, señor,
                                                               cómo está de quebrantada
                                                               mi existencia consagrada
                                                               al servicio de inspector,
                                                               cierto estoy, gobernador,
                                                               que esos versos no diría
                                                               y en el acto mandaría
                                                               jubilar al recurrente
                                                               alegrando a mucha gente
                                                               que al gobierno aplaudiría."''

Finalmente, entre otros versos recitados por ambos, le fue concedida. Años más tarde, en busca de buen clima se dirigió al noroeste argentino, específicamente a la provincia de Tucumán en donde era propietario de un inmueble que estaba ubicado en la localidad de Bella Vista, alojándose en el hotel Savoy de la ciudad capital.
Muchas personas acudían a visitarlo y lo entrevistaron periodistas de La Gaceta. Nunca había reunido sus trabajos en un libro y tenía proyectado hacerlo, y que como prólogo insertaría textos de sus más íntimos amigos como Martiniano Leguizamón, el doctor Osvaldo Magnasco y el escritor Mariano de Vedia y Mitre quien fuera el futuro intendente porteño, entre otros.

### Estadía tucumana y fallecimiento

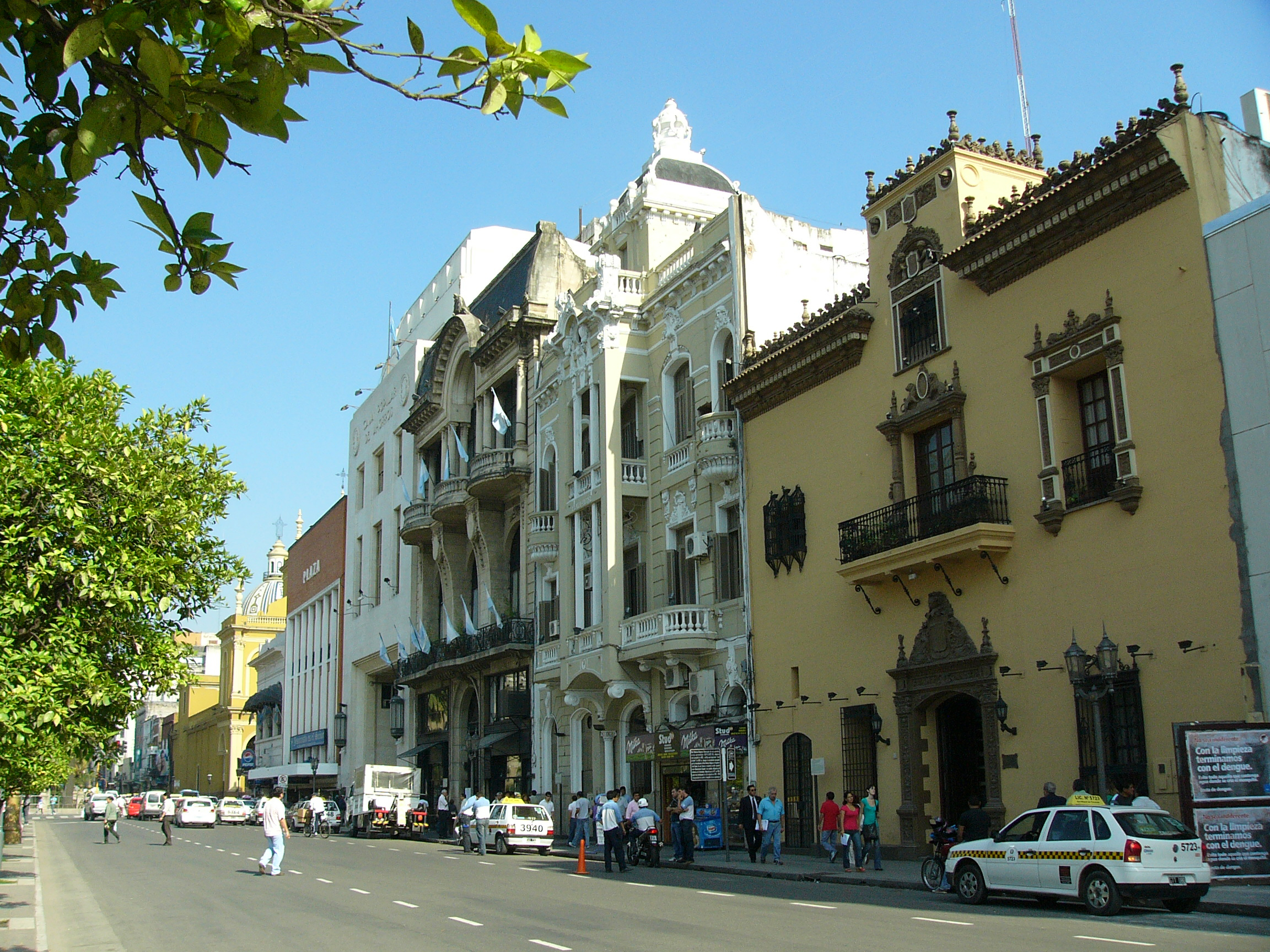
Vistas de San Miguel de Tucumán.

El poeta Antonino Lamberti pereció debido a un ataque cerebral en la sala del hotel Savoy, que le provocó el fallecimiento en pocos minutos, después de la medianoche del 23 de septiembre de 1926 en la ciudad de San Miguel de Tucumán, capital de la provincia argentina homónima.
Fue velado en el mismo hotel y despedido por el público quienes lo apodaban como "el Príncipe de la Bohemia Literaria". Al día siguiente, sus despojos antes de ser llevados a la ciudad de Buenos Aires fueron agasajados por el gobernador Miguel Mario Campero que encabezó a la gente que se presentara en la estación antes de su partida al Cementerio de la Recoleta.
El intendente tucumano Juan Luis Nougués cuando inauguró el parque Avellaneda el 24 de marzo de 1929, colocó en sus jardines un busto de mármol de Antonino, siendo una obra del escultor Juan Carlos Iramain pero una o dos décadas después, el pedestal con el busto desaparecerían.

## Obra poética de Antonino Lamberti
- "Poesías de Antonino Lamberti" (obra póstuma, ed. Instituto de Literatura Argentina de la Facultad de Filosofía y Letras, 171 págs., año 1929).

Títulos de algunos versos:
- "Flor de Aire"
- "Del último amor"
- "No vayas más"